# Anne (reine de Grande-Bretagne)
Vous lisez un « bon article » labellisé en 2019.
Pour les articles homonymes, voir Anne.
Ne doit pas être confondue avec Anne de Bretagne ou Anne du Royaume-Uni.
Anne, née à Londres le 6 février 1665 et morte dans la même ville le 1er août 1714, est reine d'Angleterre, d'Écosse et d'Irlande du 8 mars 1702 à l'entrée en vigueur des Actes d'Union, le 1er mai 1707. À partir de cette date, l'Angleterre et l'Écosse forment un royaume unique, la Grande-Bretagne : en restant reine d’Irlande jusqu’à sa mort, Anne devient aussi la première reine de Grande-Bretagne.
Anne est la deuxième fille du duc d'York Jacques, le frère cadet du roi Charles II. Bien que son père soit catholique, elle est éduquée dans la foi anglicane suivant les instructions de son oncle Charles II. À la mort de Charles, en 1685, Jacques devient roi, mais il est déposé trois ans plus tard par la Glorieuse Révolution qui porte au pouvoir Marie II, la sœur aînée d'Anne, et son mari Guillaume III d'Orange-Nassau, tous deux protestants. Les deux sœurs, jusqu'alors proches, se brouillent sur des questions d'argent et de fréquentations, Marie n'approuvant pas l'amitié étroite qui unit Anne et Sarah Churchill, l’épouse du duc de Marlborough.
Marie meurt en 1694 sans avoir donné d'enfants à Guillaume, qui meurt à son tour en 1702. Anne lui succède sur les trônes d'Angleterre, d'Écosse et d’Irlande. Politiquement, elle favorise les tories au détriment des whigs, principalement pour des raisons religieuses. Cependant, l'emprise des whigs sur le pouvoir ne cesse de croître tout au long de la guerre de Succession d'Espagne jusqu'en 1710, date à laquelle Anne renvoie de nombreux whigs du gouvernement. Son amitié avec Sarah Churchill se détériore à cause de leurs opinions politiques divergentes et de l'influence croissante d'une autre favorite, Abigail Masham. Par vengeance, la duchesse brosse dans ses mémoires un portrait peu flatteur de la reine, qui n'est remis en question par les historiens qu'à partir de la fin du XXe siècle.
Malgré dix-sept grossesses, aucun des enfants d'Anne et de son mari, le prince Georges de Danemark, n'atteint l'âge adulte. La reine, dernière souveraine de la maison Stuart, d'une santé précaire tout au long de sa vie, meurt à l'âge de 49 ans en 1714, sans héritier. En vertu de l'Acte d'établissement de 1701, qui exclut les catholiques de l'ordre de succession, le trône revient à son cousin issu de germain, le prince-électeur de Hanovre George Ier.

## Biographie

### Enfance (1665-1677)

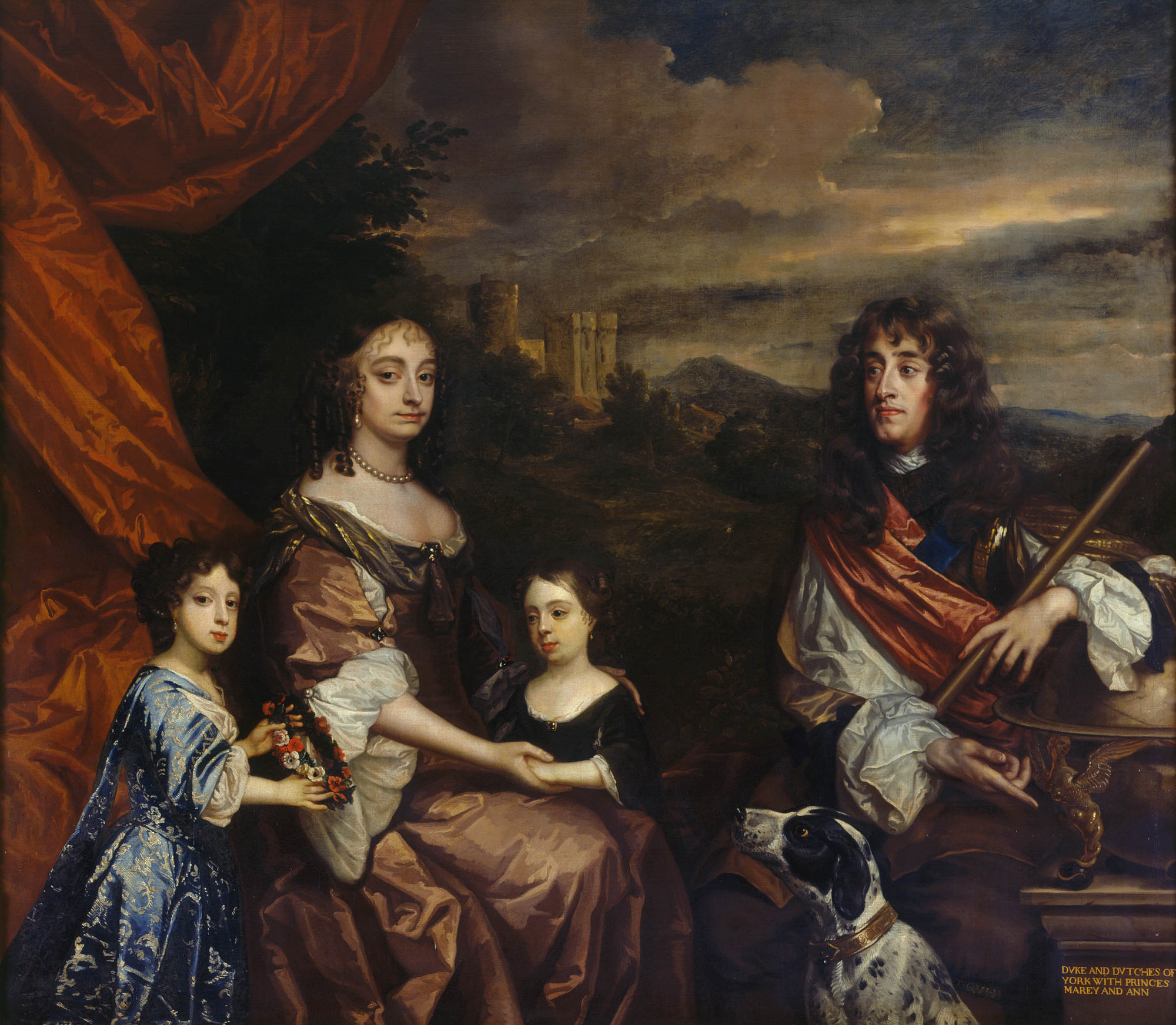
La Famille de Jacques, duc d'York. Ce portrait du duc et de la duchesse d'York, réalisé par Peter Lely entre 1668 et 1670, a été retouché par Benedetto Gennari le Jeune en 1680 au plus tôt pour y ajouter leurs deux filles, Marie (à gauche) et Anne (à droite).

Anne naît le 6 février 1665 à 23 h 39 au palais St James de Londres. Elle est la quatrième enfant et la deuxième fille du duc d'York (le futur Jacques II) et de sa première femme Anne Hyde. Son père est le frère cadet de Charles II, qui règne sur l'Angleterre, l'Écosse et l'Irlande depuis 1660, tandis que sa mère est la fille du comte de Clarendon Edward Hyde, qui occupe la charge de chancelier depuis 1658. Elle est baptisée dans la foi anglicane dans la chapelle royale du palais St James. Sa sœur aînée Marie et la duchesse de Monmouth Anne Scott font partie de ses marraines, tandis que l'archevêque de Cantorbéry Gilbert Sheldon est un de ses parrains. Des huit enfants du duc d'York et Anne Hyde, seules Anne et Marie atteignent l'âge adulte.
Durant son enfance, Anne souffre d'une maladie des yeux qui se manifeste par des écoulements excessifs. Elle est envoyée en France pour y recevoir des soins et réside chez sa grand-mère paternelle, la reine douairière Henriette-Marie de France, au château de Colombes, près de Paris. Après la mort d'Henriette-Marie, en 1669, elle est accueillie par l'une de ses tantes, la duchesse d'Orléans Henriette-Anne, mais cette dernière meurt inopinément dès l'année suivante et Anne est renvoyée en Angleterre. Sa mère meurt à son tour en 1671.
Comme le veut la coutume au sein de la famille royale, Anne et Marie ne grandissent pas auprès de leur père, mais dans leur propre résidence de Richmond, près de Londres. Le roi Charles II exige qu'elles reçoivent une éducation religieuse protestante. Confiées à la garde du colonel Edward Villiers et de son épouse Frances, les deux princesses sont élevées selon les préceptes de l'Église anglicane. L'évêque de Londres Henry Compton devient le précepteur d'Anne. C'est vers 1671 qu'Anne rencontre pour la première fois Sarah Jennings, qui devient son amie la plus proche et l'une de ses conseillères les plus écoutées. Une relation amoureuse leur est parfois prêtée, mais l'amour d'Anne pour Sarah reste platonique.
En 1673, la conversion du duc d'York au catholicisme est rendue publique et il se remarie avec Marie de Modène, une princesse catholique qui n'a que six ans de plus qu'Anne. Charles II n'ayant pas d'enfants légitimes, c'est le duc d'York qui est son héritier présomptif, suivi par ses deux filles Marie et Anne, sauf s'il venait à avoir un fils avec sa deuxième épouse. Au cours des dix années qui suivent, la nouvelle duchesse d'York est enceinte à dix reprises, mais ces grossesses ne donnent lieu qu'à des fausses couches ou des enfants morts en bas âge, si bien que la position de Marie et d'Anne dans l'ordre de succession au trône ne change pas. Durant cette période, les relations entre Anne et sa belle-mère sont apparemment bonnes, tandis que le duc d'York se montre un père aimant et consciencieux.

### Mariage (1677-1685)

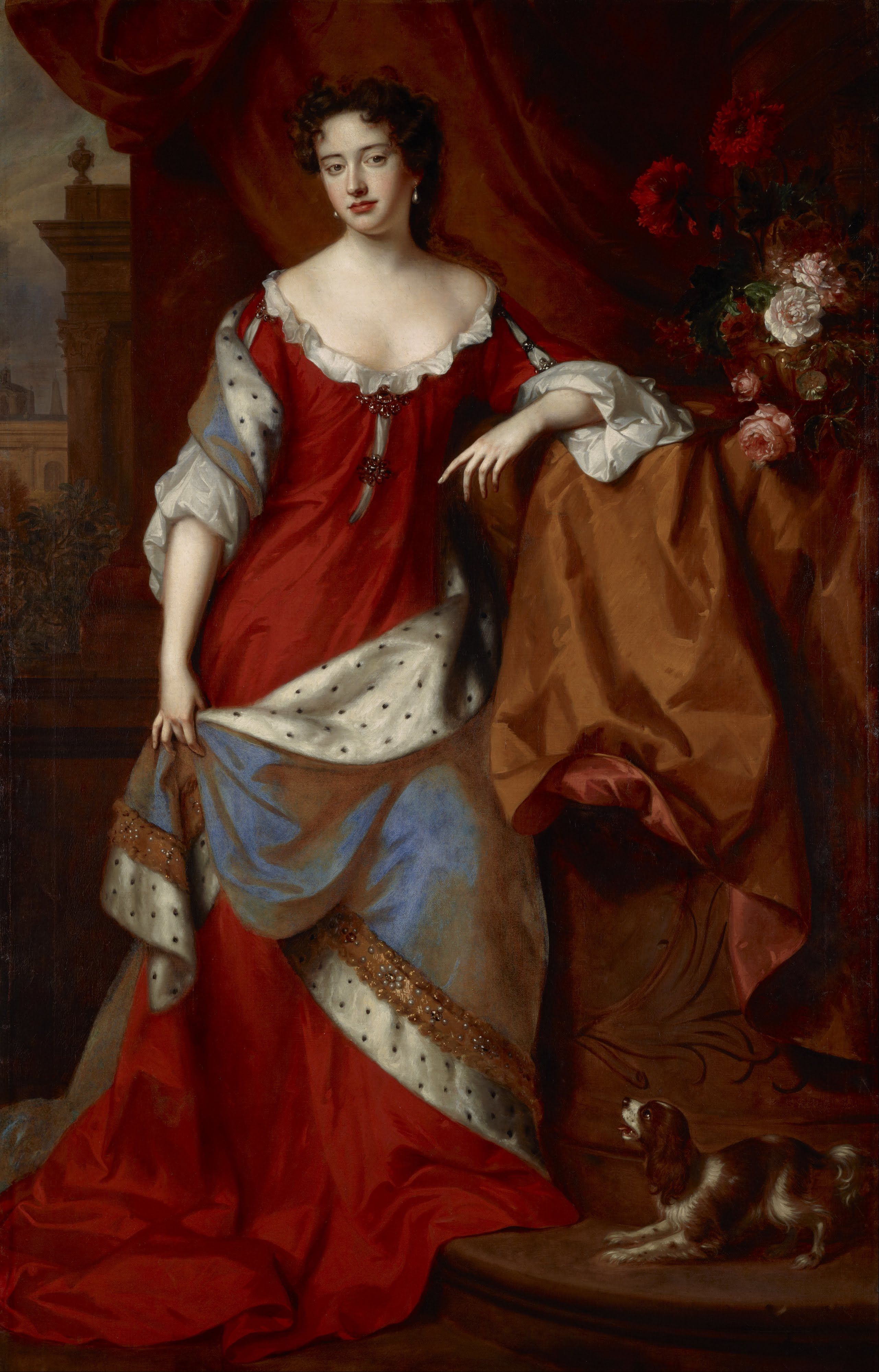
Portrait d'Anne, princesse de Danemark, par Willem Wissing et Jan van der Vaart (vers 1685).

Marie, la sœur aînée d'Anne, se marie en 1677 avec le prince hollandais Guillaume III d'Orange-Nassau, qui est leur cousin germain du côté de sa mère Marie-Henriette. Le mariage se déroule le 4 novembre au palais St James, mais Anne ne peut y assister car elle est frappée par la variole. Le temps qu'elle se remette, Marie est déjà partie aux Pays-Bas avec son mari. Sa gouvernante, Frances Villiers, est également atteinte de la maladie et en meurt. Elle est remplacée par Henrietta Hyde (en), la femme du maître de la garde-robe royale Laurence Hyde, oncle maternel de la princesse. L'année suivante, Anne et sa belle-mère rendent visite à Marie en Hollande pendant deux semaines. En mars 1679, le duc et la duchesse d'York se réfugient à Bruxelles pour échapper au soulèvement anti-catholique qui règne en Grande-Bretagne à la suite d'un prétendu complot papiste. Anne commence à leur rendre visite à partir de la fin août. Le couple rentre en Écosse au mois d'octobre tandis qu'Anne retourne en Angleterre. Elle rejoint son père et sa belle-mère au palais de Holyrood, à Édimbourg, de juillet 1681 à mai 1682. C'est la dernière fois de sa vie qu'elle voyage hors d'Angleterre.
Le prince George de Hanovre, un cousin issu de germain d'Anne, arrive à Londres en décembre 1680 pour un séjour de trois mois qui donne lieu à des rumeurs de mariage. L'historien Edward Gregg juge ces rumeurs dépourvues de fondement dans la mesure où le père d'Anne est alors plus ou moins exilé de la cour, tandis que George est d'ores et déjà promis à sa cousine germaine Sophie-Dorothée de Brunswick-Lunebourg, un mariage politique devant permettre la réunion de l'héritage hanovrien. D'autres rumeurs prétendent qu'Anne est l'objet des attentions du comte de Mulgrave John Sheffield. Malgré les dénégations du comte, ces commérages lui valent d'être temporairement chassé de la cour.
Charles II s'efforce de trouver un mari à Anne qui soit aussi acceptable pour ses sujets protestants que pour son allié catholique, le roi de France Louis XIV. Il se tourne vers le Danemark : ce royaume protestant est un allié de la France, et Louis XIV verrait d'un bon œil une alliance anglo-danoise susceptible de contenir la puissance hollandaise. Un contrat de mariage entre Anne et le prince Georges de Danemark, frère cadet du roi Christian V, est négocié par Laurence Hyde, entre-temps titré comte de Rochester, et le comte de Sunderland Robert Spencer. Le duc d'York approuve cette union qui réduit l'influence de son autre gendre Guillaume d'Orange.
La cérémonie nuptiale se déroule dans la chapelle royale le 28 juillet 1683. C'est l'ancien précepteur d'Anne, l'évêque Henry Compton, qui officie. Bien qu'il s'agisse d'un mariage arrangé, Anne et Georges forment un couple fidèle et uni. Ils reçoivent comme résidence londonienne le Cockpit-in-Court, un bâtiment du palais de Whitehall. Sarah Jennings, qui a épousé John Churchill en 1677 ou 1678, devient l'une de ses ladies of the bedchamber. En privé, Anne et Sarah s'appellent respectivement Mme Morley et Mme Freeman à la demande de la princesse, qui souhaite qu'elles soient sur un pied d'égalité. Anne est enceinte quelques mois après son mariage, mais elle donne naissance à un enfant mort-né en mai 1684. Au cours des deux années qui suivent, deux filles voient le jour, Marie en juin 1685 et Anne-Sophie en mai 1686.

### JacquesIIet la Glorieuse Révolution (1685-1689)

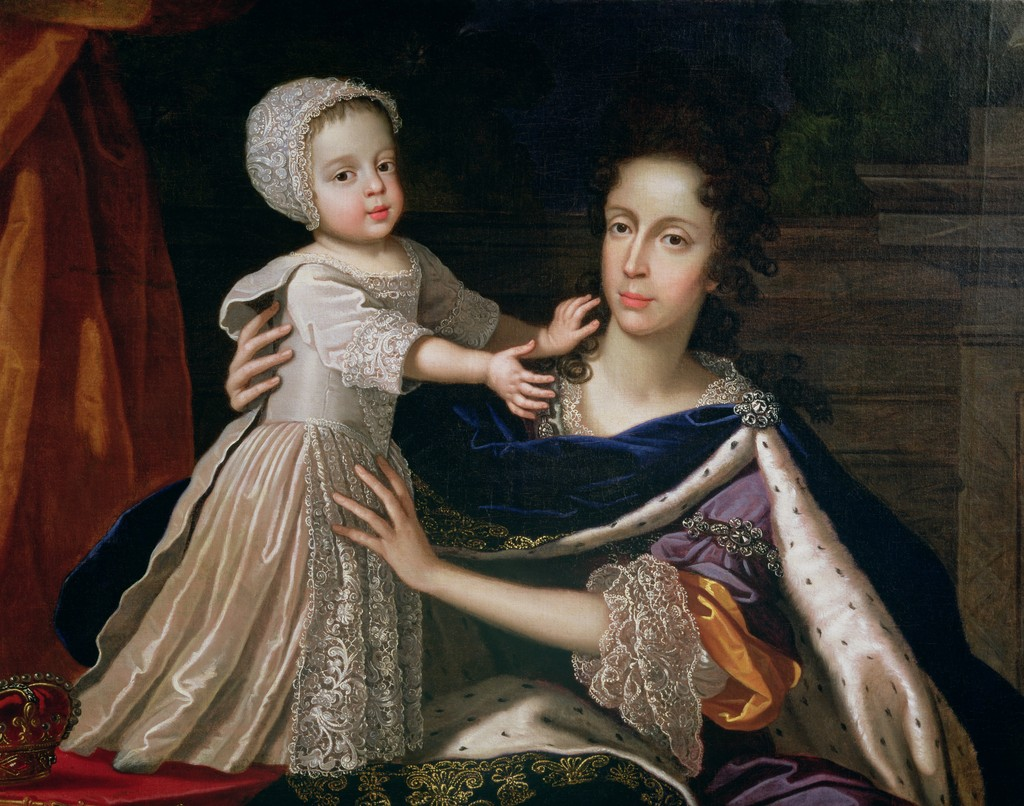
Marie de Modène avec son fils Jacques François Édouard par Benedetto Gennari le Jeune.

À la mort de Charles II en février 1685, son frère, le duc d'York, devient roi d'Angleterre sous le nom de Jacques II et roi d'Écosse sous le nom de Jacques VII. Il ne tarde pas à nommer des catholiques à des postes militaires et administratifs en violation des Test Acts, une série de lois censées réserver ces postes aux seuls anglicans. Ses sujets anglais sont consternés, tout comme Anne, qui continue à professer la foi anglicane. Elle est la seule membre de la famille royale, avec son mari et ses enfants, à continuer à assister aux services protestants en Angleterre. Lorsque son père tente de la contraindre à baptiser sa plus jeune fille dans la foi catholique, elle fond en larmes, car elle est sincèrement convaincue que « l'Église de Rome est mauvaise et dangereuse », comme elle l'écrit à sa sœur. La manière dont Jacques II s'efforce d'affaiblir l'Église d'Angleterre contribue à éloigner Anne de son père et de sa belle-mère.
En l'espace de quelques jours au début de l'année 1687, Anne fait une nouvelle fausse couche et les membres de sa famille attrapent la variole. Son mari s'en remet, mais leurs deux petites filles en meurent. Elle donne naissance à un enfant mort-né plus tard la même année.
L'inquiétude grandit en Angleterre lorsque la reine Marie de Modène annonce qu'elle est enceinte pour la première fois depuis l'avènement de son mari. Dans ses lettres à sa sœur Marie, Anne exprime ses doutes : elle soupçonne la reine de feindre une grossesse pour présenter un faux héritier. À la suite d'une nouvelle fausse couche en avril 1688, elle quitte Londres pour reprendre des forces dans la ville thermale de Bath. Le 10 juin, la reine donne naissance à un fils, Jacques François Édouard, ce qui engendre la possibilité d'une succession catholique sur les trônes britanniques. Anne est alors toujours à Bath et n'assiste donc pas à l'accouchement, soit qu'elle ait été réellement malade, soit qu'elle ait délibérément voulu être absente. Il est également possible que Jacques ait cherché à tenir les protestants, y compris sa fille, à l'écart des affaires d'État. Elle continue à douter de la paternité de l'enfant : « Je ne serai jamais véritablement certaine à présent que l'enfant soit vrai ou faux. Il se peut qu'il soit notre frère, mais Dieu seul le sait », écrit-elle à Marie. Pour mettre un terme aux rumeurs concernant la légitimité de son fils, Jacques convoque quarante témoins de sa naissance à une réunion du Conseil privé. Anne prétend être enceinte pour ne pas y assister, ce qui est faux, puis refuse de lire leurs dépositions sous prétexte que ce n'est « pas nécessaire ».
Le 5 novembre 1688, Guillaume d'Orange débarque en Angleterre. C'est le début de la Glorieuse Révolution qui aboutit à la déposition de Jacques II. Bien que le roi lui ait interdit de rendre visite à sa sœur au printemps 1687, Anne est au courant des projets d'invasion de Guillaume grâce à leur correspondance. Suivant l'avis des Churchill, elle refuse de soutenir son père après le débarquement de Guillaume et écrit à ce dernier le 18 novembre pour lui déclarer son soutien. Le 24, le roi est abandonné par John Churchill et le prince Georges, et le lendemain, il ordonne que Sarah Churchill soit maintenue en résidence surveillée au palais St James. Anne et Sarah s'enfuient de Whitehall par un escalier à l'arrière du palais et se réfugient auprès de l'évêque Henry Compton. Après avoir passé une nuit chez lui, elles arrivent à Nottingham dans la journée du 1er décembre. Deux semaines plus tard, Anne entre à Oxford avec une grande escorte pour des retrouvailles triomphantes avec son mari. En apprenant la fuite de sa fille le 26 novembre, le roi se lamente : « Que Dieu me vienne en aide ! Même mes enfants m'ont abandonné ». Anne rentre à Londres le 19 décembre et Guillaume lui rend visite le jour même. Jacques s'enfuit en France quatre jours plus tard. Anne accueille la nouvelle avec indifférence et se contente de demander sa partie de cartes habituelle.
En janvier 1689, le Parlement d'Angleterre et le Parlement d'Écosse annoncent que la fuite de Jacques équivaut à une abdication et que les trônes d'Angleterre, d'Écosse et d'Irlande sont donc vacants. Guillaume et Marie peuvent dès lors être proclamés souverains des trois royaumes. La succession est réglée par des lois votées par les deux assemblées : le Bill of Rights 1689 en Angleterre et le Claim of Right Act 1689 (en) en Écosse. Anne et ses descendants viennent après Guillaume et Marie dans l'ordre de succession, et ils sont eux-mêmes suivis par les descendants de Guillaume si celui-ci venait à se remarier. Le 24 juillet, Anne donne naissance à un fils, Guillaume, qui reçoit le titre de duc de Gloucester. Bien qu'il soit souffrant, il survit à la petite enfance. Guillaume et Marie n'ayant pas d'enfants, il semble alors probable que cet enfant finisse par hériter de la couronne.

### Guillaume et Marie et l'Acte d'établissement (1689-1702)

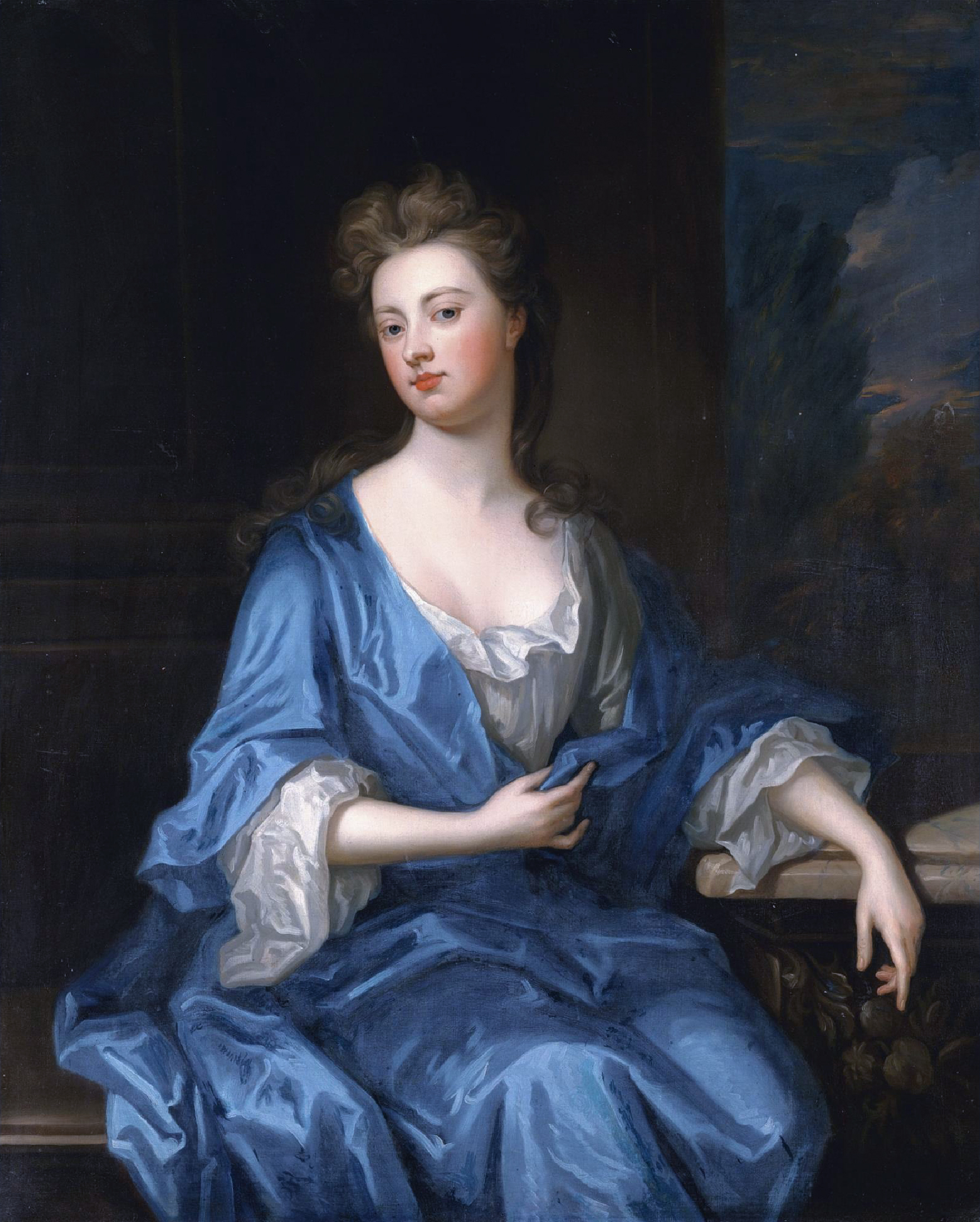
Sarah Churchill par Godfrey Kneller.

Peu après leur avènement, Guillaume et Marie récompensent John Churchill en le faisant comte de Marlborough, tandis que le prince Georges est titré duc de Cumberland. Anne demande à pouvoir loger au palais de Richmond, ainsi qu'une pension du Parlement. Les nouveaux souverains refusent sa première requête et s'opposent en vain à la seconde, ce qui fait naître des tensions entre les deux sœurs. Le ressentiment d'Anne ne fait que croître lorsque Guillaume refuse que son mari reçoive un poste actif dans l'armée. Guillaume et Marie craignent en fait que leur influence sur Anne ne diminue si elle bénéficie de son indépendance financière, ce qui pourrait contribuer à la formation d'une faction politique rivale autour d'elle. En janvier 1692, Marlborough est démis de ses fonctions par les deux souverains, qui le soupçonnent de comploter avec les partisans de Jacques II, les jacobites. Anne témoigne publiquement de son soutien aux Marlborough en invitant Sarah à l'accompagner à un événement mondain au palais et en refusant de renvoyer Sarah de sa maisonnée, comme le lui demande sa sœur. En fin de compte, la comtesse de Marlborough est renvoyée de la maisonnée royale par le lord-chambellan et Anne, furieuse, quitte ses appartements royaux pour s'installer à Syon House, chez le duc de Somerset Charles Seymour. Elle est privée de sa garde d'honneur, les courtisans ont interdiction de lui rendre visite et les autorités civiles ont pour ordre de l'ignorer. Elle donne naissance au mois d'avril à un fils qui ne vit que quelques minutes. Sa sœur lui rend visite, mais loin de la réconforter, elle lui reproche à nouveau son amitié avec Sarah Churchill. C'est la dernière fois que les sœurs se voient. Plus tard la même année, Anne s'installe à Berkeley House, dans le quartier londonien de Piccadilly, où elle accouche d'une fille mort-née en mars 1693.
Après la mort de Marie, victime de la variole en décembre 1694, Guillaume continue de régner seul et Anne devient son héritière présomptive, devant les enfants qu'il pourrait avoir d'un éventuel remariage. Ils se réconcilient publiquement : le roi rend à la princesse les honneurs dont elle a été dépouillée, l'autorise à résider au palais St James et lui offre les bijoux de sa défunte sœur ; mais elle reste exclue du gouvernement et Guillaume choisit de ne pas la nommer comme régente lors de ses voyages à l'étranger. Marlborough est à son tour rétabli dans ses fonctions trois mois plus tard. Le retour en grâce d'Anne fait de Berkeley House un lieu de réunion pour les courtisans qui évitaient jusqu'alors la princesse et son mari.

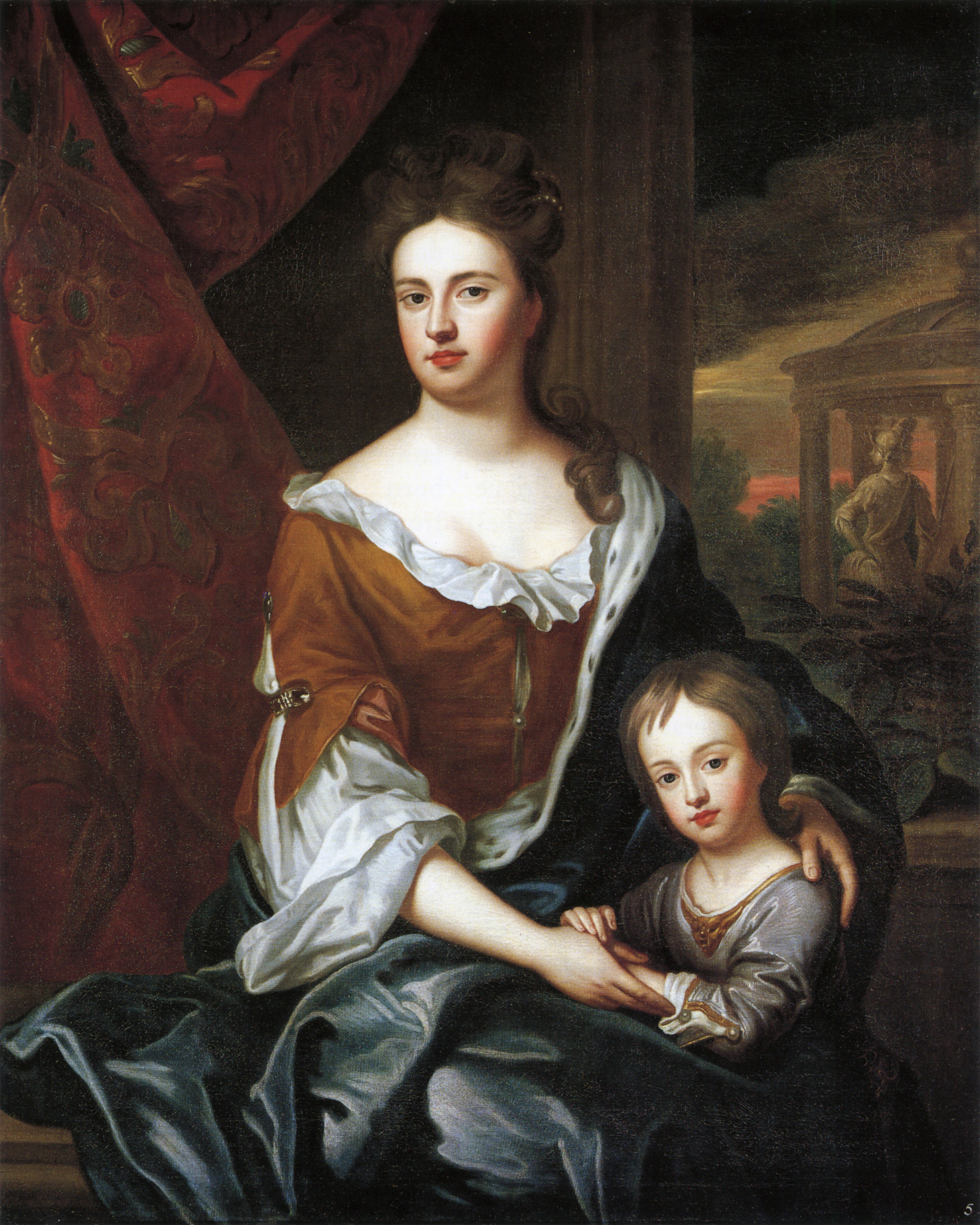
Anne avec son fils Guillaume par un peintre de l'école de Godfrey Kneller (vers 1694).

Jacques II prétend qu'Anne lui aurait écrit en 1696 pour lui demander la permission de succéder à Guillaume III. Elle lui aurait également promis de rendre la couronne à la lignée de son père au moment opportun, mais Jacques aurait refusé. S'il dit vrai, Anne cherche probablement à assurer sa propre succession en essayant d'empêcher une revendication du trône par son père.
- Jacques VI et Ier (1566-1625)
  -  Charles Ier (1600-1649)
    -  Charles II (1630-1685)
    -  Jacques VII et II (1633-1701)
      -  Marie II (1662-1694)
ép.  Guillaume III
      -  Anne (1665-1714)
ép. Georges de Danemark
      - Jacques François (1688-1766)
        - succession jacobite

  - Élisabeth (1596-1662)
ép. Frédéric V du Palatinat
    - Sophie (1630-1714)
ép. Ernest-Auguste de Hanovre
      -  George Ier (1660-1727)
        - succession hanovrienne

La dernière grossesse d'Anne prend fin le 25 janvier 1700, lorsqu'elle accouche d'un fils mort-né. En l'espace de dix-sept ans, elle a été enceinte au moins dix-sept fois et a connu au moins douze fausses couches ou naissances d'enfants mort-nés. De ses cinq enfants ayant survécu à la naissance, quatre sont morts avant d'avoir deux ans. À partir de 1698 au plus tard, Anne souffre d'accès de goutte : des douleurs dans les membres, puis dans le ventre et à la tête. Ces symptômes, pris en considération avec ses nombreuses fausses couches, suggèrent qu'elle souffre de lupus érythémateux disséminé ou d'un syndrome des antiphospholipides. Une annexite pourrait également expliquer que le début de ses symptômes coïncide avec ses dernières grossesses,. Parmi les autres causes proposées pour ses différentes fausses couches figurent la listériose, le diabète, un retard de croissance intra-utérin ou une incompatibilité rhésus. Cependant, l'incompatibilité rhésus tend à s'aggraver au fil des grossesses, alors que son seul fils survivant, Guillaume, est né après plusieurs fausses couches. Les diagnostics de syphilis, de porphyrie et de déformation du pelvis sont également incompatibles avec son historique médical,. La goutte rend Anne incapable de se déplacer seule durant le reste de sa vie. Elle utilise ainsi un palanquin ou un fauteuil roulant à la cour, alors qu'à la campagne, elle se déplace dans une chaise tirée par un cheval qu'elle conduit elle-même, « furieuse comme Jéhu, un puissant chasseur comme Nimrod » d'après Jonathan Swift. Ce mode de vie sédentaire lui fait prendre du poids : Sarah Churchill la décrit comme « excessivement corpulente ».
Le seul enfant survivant d'Anne, Guillaume, meurt le 30 juillet 1700 à l'âge de onze ans. Ses parents sont « terrassés par le chagrin », et Anne ordonne que sa maisonnée observe une journée de deuil chaque année pour l'anniversaire de sa mort. La mort de l'enfant fait d'Anne la dernière personne vivante dans l'ordre de succession établi par le Bill of Rights en 1689. Afin de remédier à la situation et d'empêcher le retour d'un catholique sur le trône, le Parlement anglais vote un Acte d'établissement selon lequel, en l'absence d'enfants de Guillaume ou d'Anne par un mariage ultérieur, la couronne d'Angleterre et d'Irlande doit revenir à Sophie de Hanovre (petite-fille de Jacques VI et Ier par sa mère Élisabeth) ou à ses descendants protestants. Cette loi exclut plus de cinquante prétendants catholiques dont les prétentions au trône seraient en théorie supérieures à celles de Sophie. À la mort du père d'Anne, en septembre 1701, sa veuve lui écrit pour lui dire que son père lui a pardonné. Elle lui rappelle également sa promesse concernant la restauration de sa lignée, mais Anne a déjà accepté à ce moment-là le nouvel ordre de succession défini par l'Acte d'établissement.

### Règne (1702-1714)

#### Accession au trône

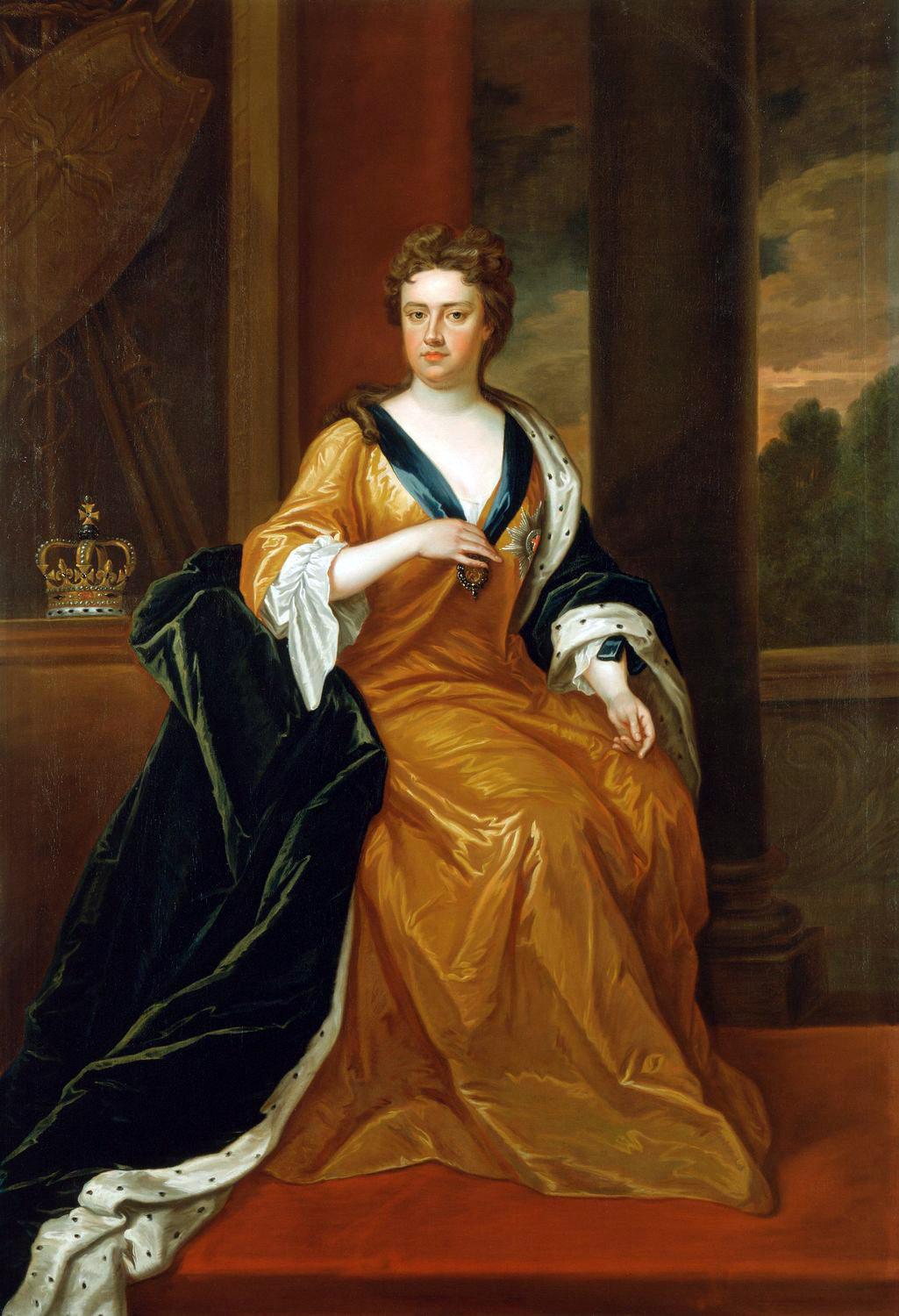
Portrait de la reine Anne par Charles Jervas.

Anne devient reine à la mort de Guillaume III, le 8 mars 1702. Elle bénéficie d'une grande popularité. Dans son premier discours devant le Parlement anglais, le 11 mars, elle prend ses distances vis-à-vis de son prédécesseur en déclarant : « Comme je sais que mon cœur est entièrement anglais, je peux très sincèrement vous assurer qu'il n'y a rien que vous ne puissiez attendre ou espérer de moi que je ne sois prête à faire pour le bonheur et la prospérité de l'Angleterre ».
Peu après son avènement, Anne nomme son mari grand amiral, faisant de lui le chef théorique de la Royal Navy. Elle confie ses armées à Marlborough, qui reçoit la charge de capitaine général. Il est également élevé au rang de duc et fait chevalier de la Jarretière. Sa femme est quant à elle nommée Groom of the Stole, maîtresse de la garde-robe et gardienne de la bourse privée.

#### Couronnement et débuts
Le couronnement d'Anne se déroule le 23 avril 1702, jour de la Saint-Georges. En raison de sa goutte, elle est conduite à l'abbaye de Westminster dans un palanquin ouvert et abaissé afin de laisser sa traîne se dérouler derrière elle. Quelques jours plus tard, le 4 mai, l'Angleterre rejoint l'Autriche et les Provinces-Unies contre la France et l'Espagne dans le cadre de la guerre de Succession d'Espagne. À la suite de la mort sans enfants du roi espagnol Charles II en 1700, deux prétendants s'opposent : Philippe d'Anjou, candidat de la France, et Charles de Habsbourg, candidat de l'Autriche.
Anne fait montre d'une grande curiosité pour les affaires d'État. Elle est également une grande mécène du théâtre, de la poésie et de la musique, versant par exemple à Georg Friedrich Haendel une rente annuelle de 200 livres.

#### Les Actes d'union
L'Acte d'établissement de 1701 s'applique aux royaumes d'Angleterre et d'Irlande, mais pas à l'Écosse. Cette dernière, qui constitue encore un royaume indépendant avec ses propres lois et son propre Parlement, abrite une forte minorité favorable à la dynastie Stuart et à ses droits sur le trône. Dès son premier discours devant le Parlement anglais, Anne exprime la nécessité d'une union entre les deux royaumes. Une commission mixte anglo-écossaise se réunit dans son ancienne résidence du Cockpit pour en débattre des termes en octobre 1702, mais les négociations sont rompues en février 1703 sans qu'un accord ait pu être atteint,. Le Parlement écossais vote un Act of Security 1704 (en) qui lui donne le pouvoir de choisir le successeur d'Anne parmi les descendants protestants de la lignée royale dans l'éventualité où elle n'aurait pas d'enfants. Ce successeur ne peut être identique à celui qui monte sur le trône anglais que si les marchands écossais obtiennent une totale liberté de commerce en Angleterre. Anne refuse d'accorder la sanction royale à cette loi, mais elle y est contrainte l'année suivante, lorsque le Parlement écossais menace de couper l'approvisionnement de l'Angleterre, menaçant la participation du pays à la guerre de Succession d'Espagne.
Le Parlement anglais réagit en votant l'Alien Act 1705 (en), qui menace d'imposer des sanctions économiques à l'Écosse et de traiter les sujets écossais comme des étrangers en Angleterre, sauf si l'Écosse abroge l'Act of Security ou se prépare à l'union avec l'Angleterre. Lorsque les députés écossais annoncent choisir la deuxième option, leurs pairs anglais s'engagent à abroger l'Alien Act et une nouvelle commission est mise sur pied au début de 1706 par la reine pour négocier les termes de l'union. Les articles de lois élaborés par la commission sont présentés à la reine le 23 juillet et ratifiés par les Parlements des deux pays le 16 janvier (en Écosse) et le 6 mars 1707 (en Angleterre). Ces Actes d'Union font de l'Angleterre et de l'Écosse un royaume unique, la Grande-Bretagne, avec un parlement unique, à compter du 1er mai. En dépit d'une opposition significative des deux côtés de la frontière, Anne reste une partisane farouche et inébranlable de l'union et assiste à une action de grâce en la cathédrale Saint-Paul. Le baronnet écossais John Clerk écrit que « personne en cette occasion n'apparut plus sincèrement pieux et reconnaissant que la reine elle-même ».

#### Tories et whigs

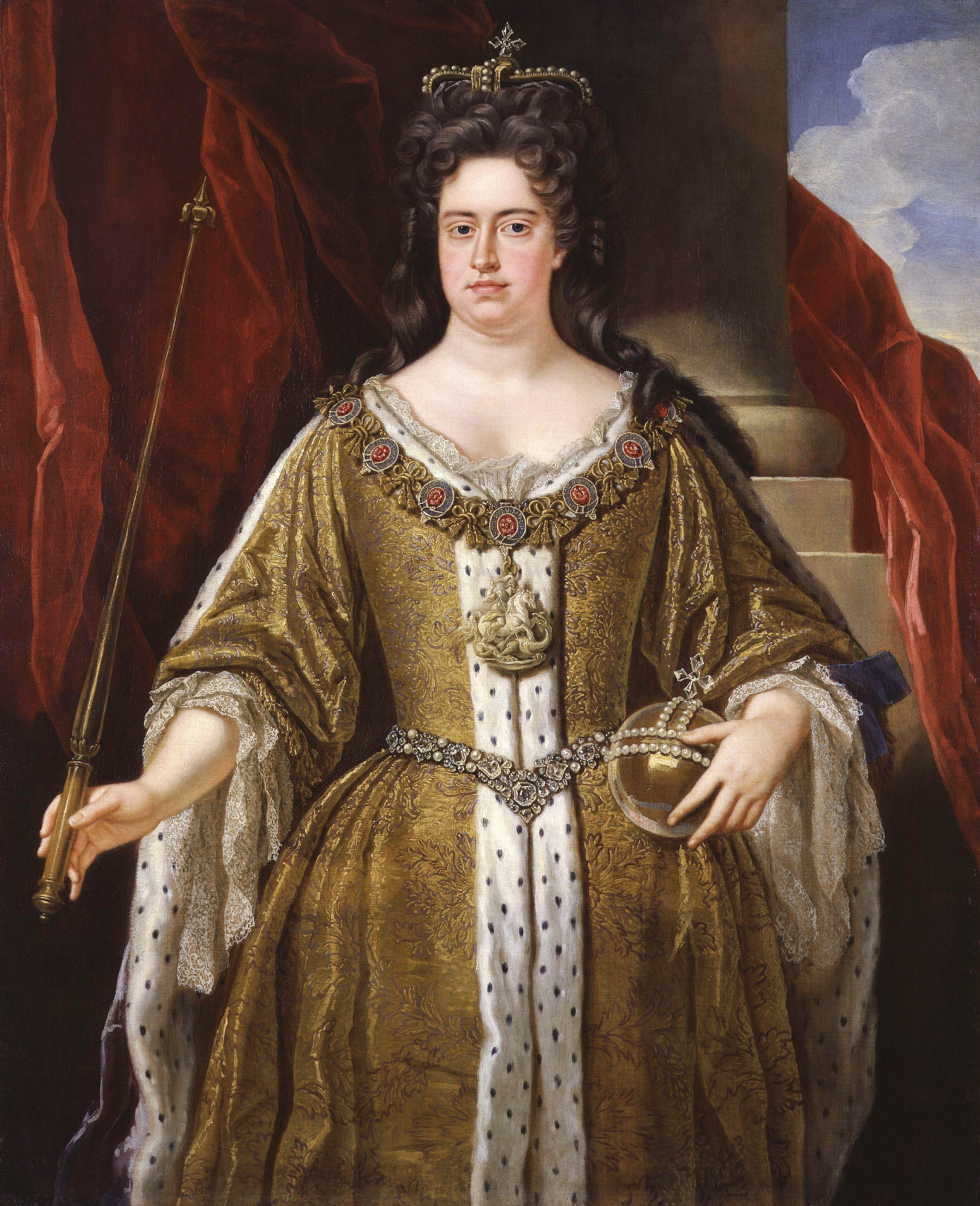
Portrait de la reine Anne par un élève de John Closterman (vers 1702).

Le règne d'Anne voit se poursuivre le développement d'un système bipartite. Dans l'ensemble, les tories sont partisans de l'anglicanisme et représentent les propriétaires terriens de la petite noblesse, tandis que les whigs défendent les intérêts du commerce et des dissenters, les protestants qui n'appartiennent pas à l'Église d'Angleterre. En tant qu'anglicane convaincue, Anne tend naturellement à favoriser les tories. Son premier gouvernement comprend plusieurs représentants de la tendance High Tory (en), dont le comte de Nottingham Daniel Finch. Il est dirigé par un duo de tories plus modérés : le lord trésorier Sidney Godolphin et Marlborough, le favori de la reine. Le président de la Chambre des communes Robert Harley appartient également à cette tendance modérée.
Anne soutient l'Occasional Conformity Bill (en) de 1702, une loi proposée par les tories à laquelle s'opposent les whigs. Elle vise à exclure les dissenters de l'administration publique en éliminant une faille des Test Acts, qui permet aux non-conformistes d'occuper une charge publique du moment qu'ils acceptent la communion anglicane une fois par an. Le prince Georges se retrouve dans une situation délicate : en tant que luthérien, il est lui-même un conformiste occasionnel, mais sa femme exige qu'il vote en faveur de cette loi. Néanmoins, les whigs parviennent à empêcher qu'elle soit votée durant cette session parlementaire. Anne rétablit la tradition du toucher royal, abandonnée par Guillaume qui la considérait comme une superstition catholique. Après la grande tempête de 1703, la reine ordonne un jeûne général dans tout le royaume en guise de pénitence. L'Occasional Conformity Bill est proposé à nouveau dans la foulée, mais elle décide de ne pas le soutenir, craignant qu'il s'agisse d'une ruse pour semer la zizanie dans la sphère politique, et le projet de loi est à nouveau rejeté. Une troisième tentative d'introduire cette loi en novembre 1704 comme amendement au vote du budget se solde par un nouvel échec.
Les whigs sont de fervents partisans de la guerre de Succession d'Espagne, et leur position est renforcée par la victoire du duc de Marlborough à la bataille de Höchstädt en 1704. Plusieurs High Tories, opposés à l'implication britannique dans le conflit sur le continent, sont renvoyés et un « triumvirat » se constitue, réunissant Godolphin, Marlborough et Robert Harley, qui a remplacé le comte de Nottingham comme secrétaire d'État du département du Nord. Ils doivent s'appuyer de plus en plus sur les whigs, en particulier sur les membres de la « junte » (lord Somers, lord Halifax, lord Orford, lord Wharton et lord Sunderland), des individus qu'Anne déteste. Sarah Churchill la presse régulièrement de nommer davantage de whigs au gouvernement pour réduire le pouvoir des tories, qui ne valent pas mieux que les jacobites à ses yeux, ce qui nuit à leur amitié.

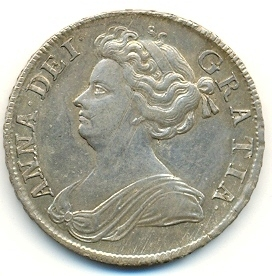
Une demi-couronne à l'effigie de la reine Anne.

En 1706, Godolphin et les Marlborough contraignent Anne à nommer lord Sunderland, un membre de la junte des whigs qui est également le gendre des Marlborough, secrétaire d'État du département du Sud. Cette nomination renforce la position du gouvernement face au Parlement, mais elle l'affaiblit face à la reine, qui est de plus en plus irritée par Godolphin et la duchesse de Marlborough en raison de leur soutien à des whigs pour les postes à pourvoir au gouvernement et dans l'Église. En privé, Anne demande conseil à Harley, qui n'apprécie guère le virage whig pris par Marlborough et Godolphin. Elle se tourne également vers une de ses dames de compagnie, Abigail Masham, dont l'influence croît à mesure que les relations entre la reine et Sarah Churchill se dégradent. Bien qu'elle soit une parente de la duchesse, Masham est plus proche politiquement de Harley et joue les intermédiaires entre le secrétaire d'État et la reine.
Les dissensions au sein du gouvernement culminent le 8 février 1708. Godolphin et les Marlborough demandent à la reine de renvoyer Harley ou de se passer de leurs services. Devant l'hésitation d'Anne, Churchill et Godolphin refusent d'assister au conseil des ministres. Harley tente d'assurer le conseil sans eux, mais plusieurs membres du gouvernement, dont le duc de Somerset, refusent à leur tour d'y participer en l'absence de leurs collègues. La reine n'a dès lors d'autre choix que de renvoyer Harley.
Quelques semaines plus tard, le demi-frère catholique d'Anne, Jacques François Stuart, tente de débarquer en Écosse avec l'aide des Français afin de s'y faire reconnaître roi. Anne refuse de donner son aval au Scottish Militia Bill (en), craignant que les milices écossaises ne rallient les jacobites. C'est la dernière fois qu'un monarque britannique oppose son veto à un projet de loi, mais ce refus ne suscite guère de réactions sur le moment. En fin de compte, la flotte du prétendant est repoussée par les navires de George Byng sans avoir eu la possibilité d'accoster. Bien qu'elle ait échoué, cette tentative d'invasion inquiète les Britanniques et contribue à la victoire des whigs lors des élections générales britanniques de 1708.
La duchesse de Marlborough est furieuse de voir Abigail Masham s'installer dans une suite du palais de Kensington qu'elle considère être la sienne, bien qu'elle n'y réside quasiment jamais. En juillet 1708, elle apporte à la cour un poème grivois d'un pamphlétaire whig, sans doute Arthur Maynwaring, qui sous-entend que la reine entretient une relation lesbienne avec Abigail. La duchesse écrit à Anne qu'elle a sali sa réputation en développant « une grande passion pour une telle femme ». Elle considère Masham comme une parvenue dont l'éducation est insuffisante pour une dame de compagnie. Si certains commentateurs modernes décrivent Anne comme une lesbienne, la plupart rejettent cette idée, qu'ils estiment n'être fondée que sur les racontars d'une duchesse de Marlborough jalouse et ambitieuse. Anne apparaît davantage comme une femme aux croyances traditionnelles, toute dévouée à son mari, pour qui Masham n'est qu'une servante fidèle. Lors d'une action de grâces pour la victoire britannique à la bataille d'Audenarde, Anne ne porte pas les bijoux choisis pour elle par Sarah Churchill. Les deux femmes se disputent à la porte de la cathédrale Saint-Paul et la duchesse ordonne à la reine de se taire, un véritable camouflet qui laisse Anne désemparée.

#### La mort de son mari

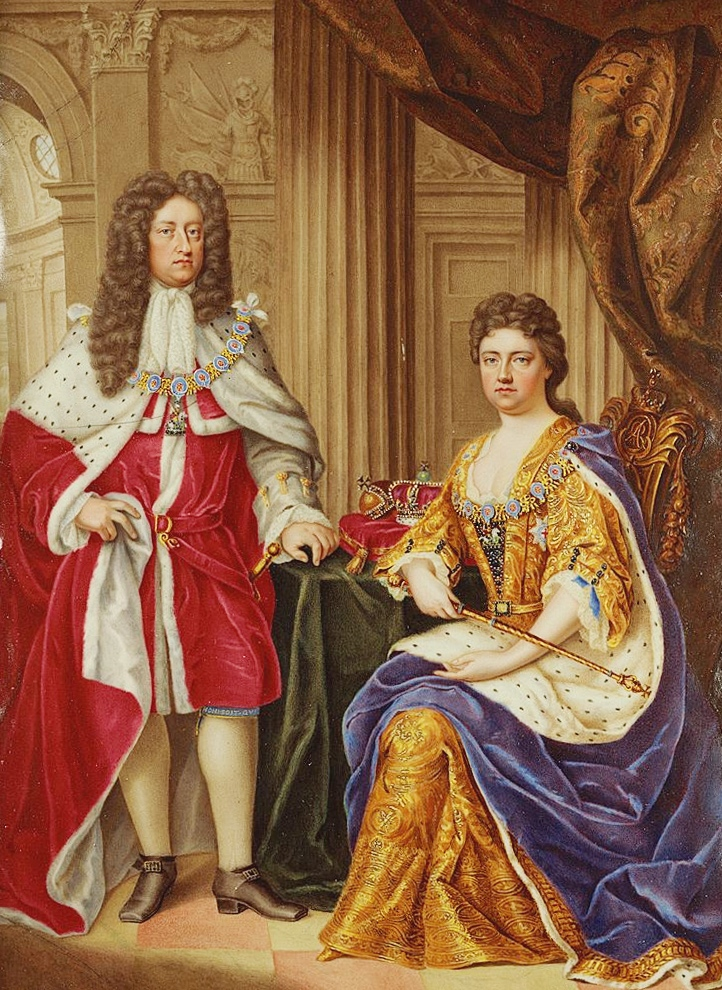
Portrait de la reine Anne et de son mari par Charles Boit (1706).

Le prince Georges de Danemark meurt le 28 octobre 1708, laissant la reine anéantie. Cet événement marque un tournant dans ses relations avec la duchesse de Marlborough. Cette dernière, arrivée au palais de Kensington peu avant, insiste après la mort de Georges pour que la reine retourne au palais St James, ce qu'elle ne souhaite pas. Anne est agacée par l'intrusivité de la duchesse, qui va jusqu'à retirer un portrait du prince de la chambre de la reine. Elle refuse de le lui rendre, considérant qu'il est naturel de ne pas garder sous les yeux des traces d'un défunt aimé.
Pour les whigs, la mort du prince constitue une opportunité. Ils considèrent que Georges et son adjoint George Churchill (le frère du duc de Marlborough) ont mal géré la marine royale. Grâce à leur majorité au Parlement, ils peuvent profiter du désemparement de la reine pour imposer l'entrée au gouvernement de lord Somers et lord Wharton, deux membres de la junte. En revanche, la reine refuse d'accepter leur candidat pour le poste de premier lord de l'Amirauté (en), le comte d'Orford, qui a été l'un des critiques les plus virulents du prince Georges. Après avoir envisagé de conserver cette charge pour elle-même, Anne y nomme le 29 novembre un modéré, le comte de Pembroke Thomas Herbert. Les whigs de la junte, mécontents, font monter la pression sur la reine, Godolphin et Pembroke, qui démissionne avant la fin de sa première année d'exercice. Après un mois supplémentaire de débats, Anne se résout à nommer Orford premier lord de l'Amirauté en novembre 1709.
Sarah Churchill continue à reprocher à Anne son amitié avec Abigail Masham. En octobre 1709, la reine écrit au duc de Marlborough pour lui demander que sa femme cesse de se comporter ainsi. Les deux femmes se voient pour la dernière fois le 6 avril 1710, jour du Jeudi saint. La duchesse rapporte que la reine se montre taciturne et formelle à son égard, répétant sans cesse les mêmes phrases.

#### La fin de la guerre

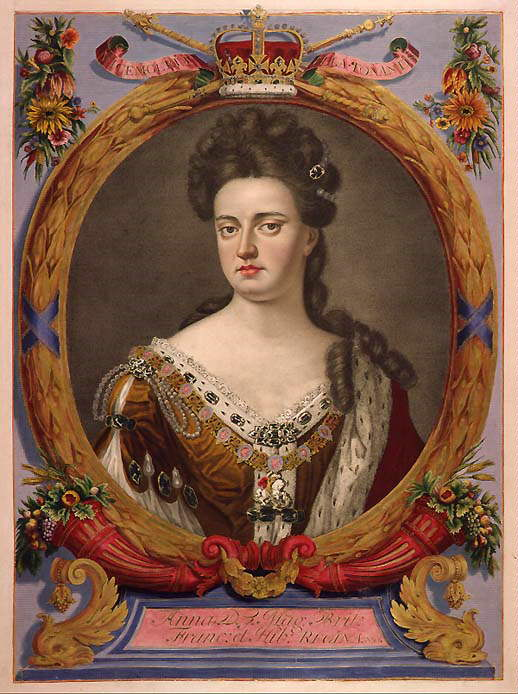
Portrait d'Anne dans un atlas commandé par Auguste de Saxe (entre 1706 et 1710).

La guerre de Succession d'Espagne, longue et coûteuse, est de moins en moins populaire en Grande-Bretagne et le gouvernement whig en souffre. Le public s'insurge également de la destitution de Henry Sacheverell, un tory anglican du courant Haute Église, pour ses sermons anti-whigs. Anne considère que Sacheverell doit être puni pour avoir remis en question la Glorieuse Révolution, mais que sa punition doit être légère, afin d'éviter d'enflammer les esprits. Des émeutes en faveur de Sacheverell éclatent à Londres, mais les seules troupes disponibles pour les réprimer appartiennent à la garde d'Anne et le secrétaire d'État Sunderland craint de laisser la reine moins protégée en ayant recours à elles. Affirmant que Dieu saura la protéger, Anne ordonne à Sunderland de faire appel à sa garde. Comme le souhaitait la reine, Sacheverell est condamné, mais sa peine est si légère que son procès relève de la mascarade.
Le dédain de la reine pour les Marlborough et son gouvernement ne fait que croître et elle profite d'une opportunité pour renvoyer Sunderland en juin 1710. Godolphin suit le même chemin en août. Les whigs de la junte sont chassés du pouvoir, mais Marlborough reste à la tête des armées. Anne nomme un nouveau gouvernement dirigé par Harley, qui commence à rechercher la paix avec la France. Contrairement aux whigs, Harley et son gouvernement sont prêts à négocier en acceptant le candidat français au trône d'Espagne en échange de concessions commerciales. Lors des élections qui se déroulent peu après sa nomination, Harley reçoit une majorité tory conséquente.
La reine contraint Sarah à démissionner de toutes les charges qu'elle occupe à la cour en janvier 1711. Abigail Masham lui succède comme gardienne de la bourse privée. Cette rupture définitive entre les deux amies est en partie liée aux allégations de lesbianisme que la duchesse, furieuse d'avoir été supplantée, répand au sujet des relations entre la reine et sa nouvelle favorite.
Au mois de mars, Harley est poignardé par le marquis Antoine de Guiscard (en), un réfugié français mécontent. La reine est désespérée à l'idée qu'il puisse mourir, mais il se remet lentement. Le même chagrin la saisit lorsque Godolphin meurt en septembre 1712 de causes naturelles. Elle accuse les Marlborough de les avoir éloignés l'un de l'autre.
À la mort de l'empereur Joseph Ier, en avril 1711, son frère Charles lui succède à la tête des domaines des Habsbourg d'Autriche et du Saint-Empire. La Grande-Bretagne n'a dès lors plus aucun intérêt à se battre pour qu'il récupère également le trône espagnol. Cependant, lorsque les termes des traités d'Utrecht sont présentés au Parlement, celui-ci ne les ratifie pas, car les whigs souhaitent limiter les ambitions des Bourbons. Les tories bénéficient d'une majorité solide à la Chambre des communes, mais ce n'est pas le cas à la Chambre des lords. Les whigs s'assurent le soutien du comte de Nottingham en promettant de voter pour l'Occasional Conformity Bill (en). Consciente qu'un geste décisif est nécessaire pour vaincre la majorité opposée à la paix de la Chambre des lords, Anne se résout à créer douze nouveaux pairs d'un coup, du jamais vu. Samuel Masham, le mari d'Abigail, est titré baron, bien qu'Anne ait déclaré à Harley qu'elle perdrait ainsi une servante utile. Marlborough est démis de ses fonctions le même jour, le 29 décembre. Le traité de paix est ratifié par le Parlement, mettant un terme à la participation britannique à la guerre de Succession d'Espagne.
En signant le traité d'Utrecht, Louis XIV s'engage à reconnaître la succession hanovrienne en Grande-Bretagne. Cela n'empêche pas la rumeur de courir selon laquelle Anne et ses ministres préféreraient que ce soit le demi-frère catholique d'Anne, Jacques François Stuart, qui lui succède, bien que la reine le nie en public comme en privé. Son comportement contribue cependant à alimenter les rumeurs : en effet, elle refuse systématiquement que les membres de la maison de Hanovre viennent en Angleterre, que ce soit en visite ou pour s'y installer. À cela s'ajoutent les intrigues de Harley et du secrétaire d'État tory, le vicomte Bolingbroke (en) Henry St John, qui entretiennent chacun de leur côté une correspondance secrète avec le prince Jacques François au sujet d'une possible restauration des Stuart jusqu'au début de l'année 1714.

### Fin de vie (1713-1714)
De janvier à juillet 1713, Anne est incapable de marcher. Frappée par la fièvre à Noël, elle reste inconsciente pendant des heures, ce qui donne lieu à des rumeurs sur sa mort imminente. Bien qu'elle s'en remette, elle tombe à nouveau gravement malade en mars. Le 27 juillet 1714, pendant la pause estivale du Parlement, elle démet Harley de sa charge de trésorier, ayant perdu toute confiance en lui. Malgré ses problèmes de santé, que ses docteurs attribuent à la tension causée par les affaires d'État, la reine assiste à deux réunions du gouvernement qui se prolongent tard dans la nuit sans parvenir à trouver un successeur à Harley. Une troisième réunion est annulée lorsqu'elle s'avère trop malade pour y participer. Le 30 juillet, jour anniversaire de la mort de son fils, une crise cardiaque la prive de l'usage de la parole. Suivant l'avis du Conseil privé, elle confie la trésorerie au duc de Shrewsbury Charles Talbot. Malgré sa santé défaillante, elle continue à s'investir pour la défense des protestants persécutés en France : en 1714, grâce à son intervention, 44 protestants condamnés aux galères ont été libérés, à la suite de ses pressions auprès du roi Louis XIV, après une précédente libération de galériens protestants qu'elle avait obtenue en 1713,. 
Anne meurt vers 7 h 30 du matin le 1er août 1714, à l'âge de quarante-neuf ans. Le 24 août, elle est inhumée auprès de son mari et de ses enfants dans la chapelle Henry VII (en) de l'abbaye de Westminster. Son héritière désignée Sophie de Hanovre étant morte deux mois plus tôt, le trône britannique revient à l'électeur de Hanovre George, le fils de Sophie, selon les dispositions de l'Acte d'établissement de 1701. La succession se fait sans heurt, à l'exception d'un soulèvement jacobite en faveur de Jacques François Stuart rapidement réprimé en 1715. Marlborough est rétabli comme chef des armées et les whigs remplacent les tories au gouvernement.

## Postérité

### Historiographie

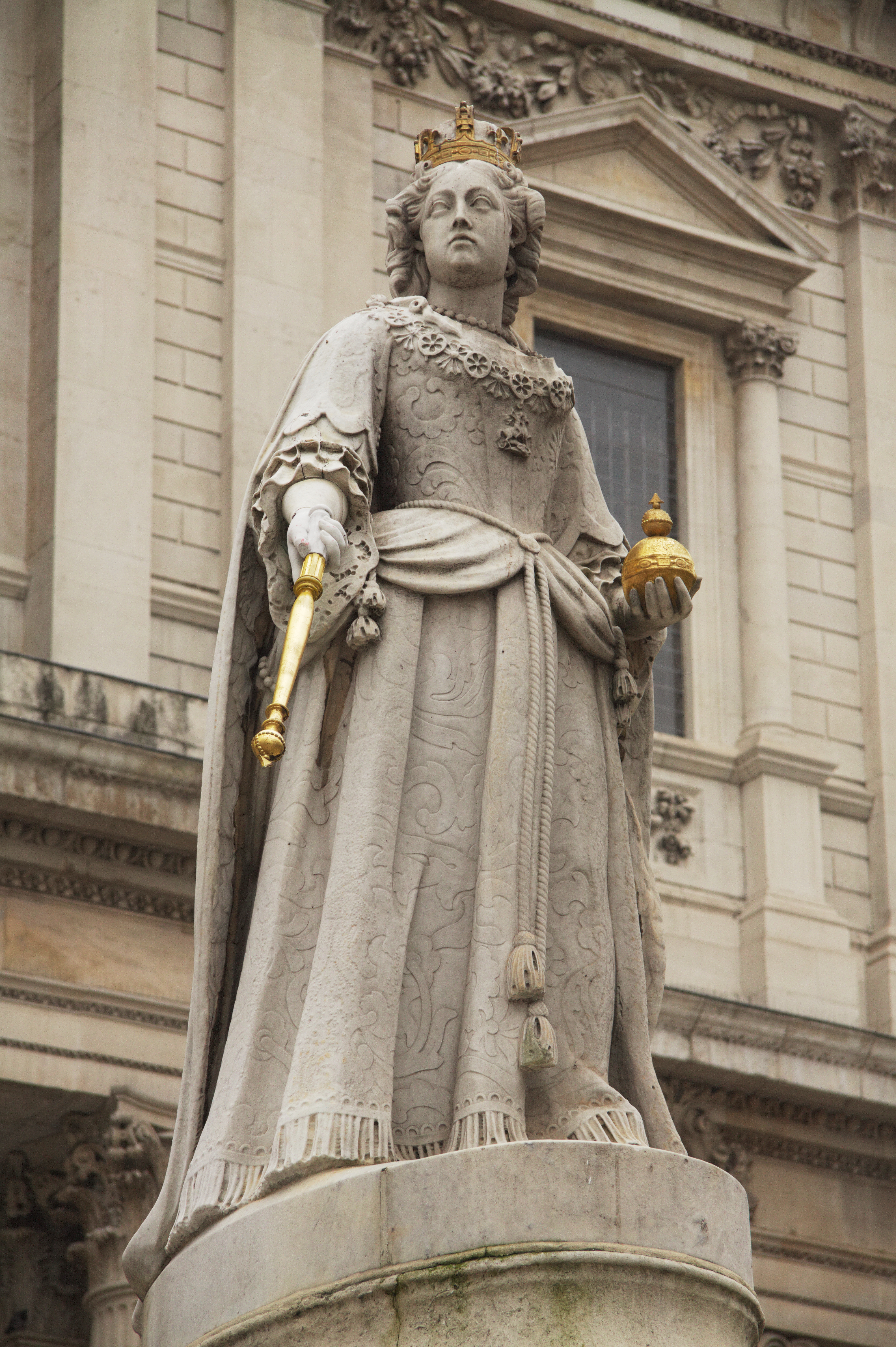
La statue de la reine Anne devant la cathédrale Saint-Paul de Londres.

Les mémoires de la duchesse de Marlborough dressent un portrait très négatif de la reine Anne : faible et indécise, plongée dans des intrigues de boudoir et coupable de favoritisme dans ses décisions politiques. Les historiens modernes considèrent que l'image traditionnelle de la reine, celle d'une femme obèse et constamment enceinte, sous la coupe de ses favoris, sans inclination ni talent pour la politique, provient au moins en partie de préjugés sexistes.
Dans sa biographie d'Anne parue en 1980, Edward Gregg la dépeint au contraire comme une femme à la volonté de fer, dont le règne marque une période de progrès pour le pays et pose les bases de la prospérité britannique au XVIIIe siècle, bien que ses succès soient généralement attribués à d'autres. Quelques années auparavant, en 1970, David Green souligne que la reine est souvent capable d'imposer sa volonté à son gouvernement, même si le sexisme de son époque et ses problèmes de santé font que la balance du pouvoir entre la couronne et le gouvernement penche en faveur du second. Les réussites des gouvernements d'Anne et l'absence de conflit constitutionnel entre la Couronne et le Parlement sous son règne témoignent du soin qu'elle apporte au choix de ses ministres et à l'exercice de ses prérogatives. Elle assiste notamment à davantage de réunions du gouvernement que ses prédécesseurs ou ses successeurs.
La stabilité et la prospérité du règne d'Anne contribuent à en faire une période florissante dans les domaines politique et économique, mais aussi artistique. Sous le règne d'Anne se développe le style architectural Queen Anne (qui connaît un renouveau dans le dernier quart du XIXe siècle), tandis que l'architecte John Vanbrugh édifie le palais de Blenheim et le château Howard. La littérature anglaise s'enrichit des œuvres de Daniel Defoe, Alexander Pope et Jonathan Swift. Le jardinier royal Henry Wise conçoit de nouveaux jardins dans les palais d'Anne, notamment Kensington Gardens.

### Hommages
La reine Anne a notamment donné son nom à :
- la ville d'Annapolis, capitale du Maryland aux États-Unis ;
- Annapolis Royal, une ville de Nouvelle-Écosse au Canada, ainsi que le fort qui y est situé et le comté dont elle est le chef-lieu ;
- le Queen Anne's Revenge, navire du pirate Barbe Noire ;
- le Statute of Anne, première loi concernant le droit d'auteur ;
- les Queen Anne Stakes, une course hippique annuelle.

### Cinéma et télévision
Le rôle de la reine Anne a été porté sur grand écran dès le début du cinéma muet, dans des productions cinématographiques principalement anglaises et américaines. Plusieurs sont des adaptations du roman L'Homme qui rit de Victor Hugo et de la pièce de théâtre Le Verre d'eau d'Eugène Scribe.
Parmi les interprètes de la reine Anne, on trouve :
- 1921 : Anna Kallina dans le film muet germano-autrichien Das grinsende Gesicht (en) ;
- 1923 : Mady Christians dans le film muet allemand Ein Glas Wasser ;
- 1928 : Josephine Crowell dans le film américain L'Homme qui rit ;
- 1935 : Georgette Thierry dans le film britannique Me and Marlborough (en) ;
- 1936 : Huguette Duflos dans la version française et Hanna Ralph dans la version allemande du film Martha ;
- 1938 : Barbara Everest dans la pièce de théâtre Viceroy Sarah (en) ;
- 1947 : Amy Frank dans le film britannique Le Fantôme de Berkeley Square ;
- 1956 : Johanna Büchner dans Das Glas Wasser ;
- 1958 : Hannelore Schroth dans Ein Glas Wasser ;
- 1960 : 
  - Gunnel Lindblom dans le téléfilm suédois Ett glas vatten ;
  - Liselotte Pulver dans le film allemand Das Glas Wasser (de) ;
- 1962 : Christine Gloger dans Das Glas Wasser ;
- 1967 : Claire Bloom dans Soldier in Love ;
- 1968 : Doris Van Caneghem dans Het glas water ;
- 1969 : Margaret Tyzack dans la série télévisée britannique The First Churchills (en) ;
- 1976 : Geneviève Casile dans Le Verre d’eau ;
- 1977 : 
  - Judit Halász dans le téléfilm hongrois Sakk-matt (hu) ;
  - Susanne Uhlen dans le téléfilm allemand Ein Glas Wasser (de) ;
  - Lucy Peacock dans Martha ;
- 1979 : Natalia Belokhvostikova dans le téléfilm soviétique Le Verre d'eau ;
- 1983 : Peter Bull dans le film britannique Barbe d'or et les Pirates ;
- 2004 : Elizabeth Spriggs dans le documentaire britannique Wren: The Man Who Built Britain ;
- 2018 : Olivia Colman dans le film américano-irlando-britannique La Favorite.

## Titres et héraldique
De sa naissance à son mariage, Anne porte le prédicat « Son Altesse » (Her Highness). Après son mariage avec le prince Georges de Danemark, elle est appelée « Son Altesse Royale la princesse Anne de Danemark » (Her Royal Highness The Princess Anne of Denmark). Après son avènement, elle est simplement appelée « Sa Majesté la reine » (Her Majesty The Queen).
Jusqu'à l'union de 1707, le titre officiel de la reine est « Anne, par la Grâce de Dieu (en), reine d'Angleterre, d'Écosse, de France et d'Irlande, Défenseur de la Foi, etc. » (Anne, by the Grace of God, Queen of England, Scotland, France and Ireland, Defender of the Faith, etc.). À partir de 1707, ce titre devient « Anne, par la Grâce de Dieu, reine de Grande-Bretagne, de France et d'Irlande, Défenseur de la Foi, etc. » (Anne, by the Grace of God, Queen of Great Britain, France and Ireland, Defender of the Faith, etc.).
En tant que reine, les armoiries d'Anne sont les armoiries de la maison Stuart depuis 1603.
| Blason | Blasonnement : Écartelé, en I et IV contre-écartelé : en 1 et 4 d'azur aux trois fleurs de lys d'or (qui est France) et en 2 et 3 de gueules aux trois léopards d'or (qui est Angleterre) ; en II d'or, au lion de gueules, au double trescheur fleuronné et contre-fleuronné du même (qui est Écosse) et en III d'azur, à la harpe d'or, cordée d'argent (qui est Irlande). |

Anne adopte en 1702 la devise semper eadem, « toujours la même » en latin. C'est aussi la devise d'Élisabeth Ire, reine d'Angleterre de 1558 à 1603.
Le premier article de l'Acte d'Union de 1707 précise que c'est à la reine que revient le choix des armoiries du nouveau royaume de Grande-Bretagne. L'union anglo-écossaise est reflétée par la cohabitation dans le même quartier des blasons des deux royaumes, alors qu'ils occupaient auparavant des quartiers séparés.
| Blason | Blasonnement : Écartelé, en I et IV parti : en 1 de gueules aux trois léopards d'or (qui est Angleterre) et en 2 d'or, au lion de gueules, au double trescheur fleuronné et contre-fleuronné du même (qui est Écosse) ; en II d'azur aux trois fleurs de lys d'or (qui est France) et en III d'azur, à la harpe d'or, cordée d'argent (qui est Irlande). |

Armoiries d'Anne, reine d'Angleterre (1702-1707)
Armoiries d'Anne, reine de Grande-Bretagne (1707-1714)
Variante écossaise des armoiries britanniques (1707-1714)

## Généalogie

### Descendance
Anne a connu dix-sept grossesses, dont onze menées à terme, mais aucun de ses enfants n'a atteint l'âge adulte :  
- une fille mort-née (12 mai 1684)[192] ;
- Marie (2 juin 1685 – 8 février 1687)[193] ; Elle est baptisée le 2 juin 1685 par l'évêque de Londres Henry Compton et meurt de la variole[30].
- Anne-Sophie (12 mai 1686 – 2 février 1687)[30] ; Elle est baptisée par l'évêque de Durham Nathaniel Crew et meurt de la variole[30].
- fausse couche (21 janvier 1687)[194] ;
- un garçon mort-né (22 octobre 1687)[195] ;Prématuré de deux mois, le bébé était déjà mort depuis au moins un mois[195].
- fausse couche (16 avril 1688)[196] ;
- Guillaume (24 juillet 1689 – 30 juillet 1700)[197] ; Titré duc de Gloucester, il meurt à l'âge de 11 ans.
- Marie (14 octobre 1690)[198] ; Prématurée de deux mois, elle ne survit que deux heures environ[199].
- Georges (17 avril 1692) ; Il ne vit que quelques minutes[200], juste assez longtemps pour être baptisé[201].
- une fille mort-née (23 mars 1693)[202] ;
- un enfant mort-né (21 janvier 1694) ; Le chroniqueur contemporain Narcissus Luttrell ne précise pas le sexe de l'enfant[203]. Les historiens modernes Edward Gregg et Alison Weir considèrent respectivement qu'il s'agissait d'un garçon[204] et d'une fille[205].
- fausse couche[206] (17[207] ou 18[208] février 1696) ;
- fausse couche (20 septembre 1696)[208] ; Luttrell avance qu'il s'agissait d'un garçon[209]. Dans une lettre au comte de Huntingdon, le docteur Nathaniel Johnson écrit que « Son Altesse royale a accouché de deux enfants morts, le premier de sept mois et l'autre de deux ou trois[210]. » Dans ce cas, le plus petit des deux était probablement mort in utero[69].
- fausse couche (25 mars 1697)[211] ;
- fausse couche (début décembre 1697)[212] ; Le résident hollandais à Londres Saunière de l'Hermitage affirme qu'Anne a accouché de jumeaux « trop prématurés pour déterminer leur sexe[213] ». D'autres sources parlent d'un garçon mort-né[205].
- un garçon mort-né (15 septembre 1698)[214] ; Dans une lettre au duc de Shrewsbury, James Vernon rapporte l'opinion du médecin d'Anne selon laquelle le fœtus « était probablement mort depuis 8 ou 10 jours[213] ».
- un garçon mort-né (24 janvier 1700)[215]. Les sources contemporaines indiquent que l'accouchement se déroule après sept mois et demi de grossesse et que le fœtus était mort depuis un mois[216].

### Ascendance
|  |                                                                |  |  |  |  |  |  |  |  |  |  |  |  |  |  |  |
|  | 16. Henry Stuart, Lord Darnley (1546-1567)                     |  |  |  |  |  |  |  |  |  |  |  |  |  |  |  |
|  |                                                                |  |  |  |  |  |  |  |  |  |  |  |  |  |  |  |
|  |                                                                |  |  |  |  |  |  |  |  |  |  |  |  |  |  |  |
|  | 8. Jacques VI et Ier, roi d'Angleterre et d'Écosse (1566-1625) |  |  |  |  |  |  |  |  |  |  |  |  |  |  |  |
|  |                                                                |  |  |  |  |  |  |  |  |  |  |  |  |  |  |  |
|  |                                                                |  |  |  |  |  |  |  |  |  |  |  |  |  |  |  |
|  | 17. Marie Ire, reine d'Écosse (1542-1587)                      |  |  |  |  |  |  |  |  |  |  |  |  |  |  |  |
|  |                                                                |  |  |  |  |  |  |  |  |  |  |  |  |  |  |  |
|  |                                                                |  |  |  |  |  |  |  |  |  |  |  |  |  |  |  |
|  | 4. Charles Ier, roi d'Angleterre et d'Écosse (1600-1649)       |  |  |  |  |  |  |  |  |  |  |  |  |  |  |  |
|  |                                                                |  |  |  |  |  |  |  |  |  |  |  |  |  |  |  |
|  |                                                                |  |  |  |  |  |  |  |  |  |  |  |  |  |  |  |
|  | 18. Frédéric II, roi de Danemark (1534-1588)                   |  |  |  |  |  |  |  |  |  |  |  |  |  |  |  |
|  |                                                                |  |  |  |  |  |  |  |  |  |  |  |  |  |  |  |
|  |                                                                |  |  |  |  |  |  |  |  |  |  |  |  |  |  |  |
|  | 9. Anne de Danemark (1574-1619)                                |  |  |  |  |  |  |  |  |  |  |  |  |  |  |  |
|  |                                                                |  |  |  |  |  |  |  |  |  |  |  |  |  |  |  |
|  |                                                                |  |  |  |  |  |  |  |  |  |  |  |  |  |  |  |
|  | 19. Sophie de Mecklembourg-Güstrow (1557-1631)                 |  |  |  |  |  |  |  |  |  |  |  |  |  |  |  |
|  |                                                                |  |  |  |  |  |  |  |  |  |  |  |  |  |  |  |
|  |                                                                |  |  |  |  |  |  |  |  |  |  |  |  |  |  |  |
|  | 2. Jacques II et VII, roi d'Angleterre et d'Écosse (1633-1701) |  |  |  |  |  |  |  |  |  |  |  |  |  |  |  |
|  |                                                                |  |  |  |  |  |  |  |  |  |  |  |  |  |  |  |
|  |                                                                |  |  |  |  |  |  |  |  |  |  |  |  |  |  |  |
|  | 20. Antoine, roi de Navarre (1518-1562)                        |  |  |  |  |  |  |  |  |  |  |  |  |  |  |  |
|  |                                                                |  |  |  |  |  |  |  |  |  |  |  |  |  |  |  |
|  |                                                                |  |  |  |  |  |  |  |  |  |  |  |  |  |  |  |
|  | 10. Henri IV, roi de France et de Navarre (1553-1610)          |  |  |  |  |  |  |  |  |  |  |  |  |  |  |  |
|  |                                                                |  |  |  |  |  |  |  |  |  |  |  |  |  |  |  |
|  |                                                                |  |  |  |  |  |  |  |  |  |  |  |  |  |  |  |
|  | 21. Jeanne III, reine de Navarre (1528-1572)                   |  |  |  |  |  |  |  |  |  |  |  |  |  |  |  |
|  |                                                                |  |  |  |  |  |  |  |  |  |  |  |  |  |  |  |
|  |                                                                |  |  |  |  |  |  |  |  |  |  |  |  |  |  |  |
|  | 5. Henriette-Marie de France (1609-1669)                       |  |  |  |  |  |  |  |  |  |  |  |  |  |  |  |
|  |                                                                |  |  |  |  |  |  |  |  |  |  |  |  |  |  |  |
|  |                                                                |  |  |  |  |  |  |  |  |  |  |  |  |  |  |  |
|  | 22. François Ier, grand-duc de Toscane (1541-1587)             |  |  |  |  |  |  |  |  |  |  |  |  |  |  |  |
|  |                                                                |  |  |  |  |  |  |  |  |  |  |  |  |  |  |  |
|  |                                                                |  |  |  |  |  |  |  |  |  |  |  |  |  |  |  |
|  | 11. Marie de Médicis (1575-1642)                               |  |  |  |  |  |  |  |  |  |  |  |  |  |  |  |
|  |                                                                |  |  |  |  |  |  |  |  |  |  |  |  |  |  |  |
|  |                                                                |  |  |  |  |  |  |  |  |  |  |  |  |  |  |  |
|  | 23. Jeanne d'Autriche (1547-1578)                              |  |  |  |  |  |  |  |  |  |  |  |  |  |  |  |
|  |                                                                |  |  |  |  |  |  |  |  |  |  |  |  |  |  |  |
|  |                                                                |  |  |  |  |  |  |  |  |  |  |  |  |  |  |  |
|  | 1. Anne, reine de Grande-Bretagne (1665-1714)                  |  |  |  |  |  |  |  |  |  |  |  |  |  |  |  |
|  |                                                                |  |  |  |  |  |  |  |  |  |  |  |  |  |  |  |
|  |                                                                |  |  |  |  |  |  |  |  |  |  |  |  |  |  |  |
|  | 24. Lawrence Hyde (en) (?-1590)                                |  |  |  |  |  |  |  |  |  |  |  |  |  |  |  |
|  |                                                                |  |  |  |  |  |  |  |  |  |  |  |  |  |  |  |
|  |                                                                |  |  |  |  |  |  |  |  |  |  |  |  |  |  |  |
|  | 12. Henry Hyde (en) (vers 1563-1634)                           |  |  |  |  |  |  |  |  |  |  |  |  |  |  |  |
|  |                                                                |  |  |  |  |  |  |  |  |  |  |  |  |  |  |  |
|  |                                                                |  |  |  |  |  |  |  |  |  |  |  |  |  |  |  |
|  | 25. Anne Sibell                                                |  |  |  |  |  |  |  |  |  |  |  |  |  |  |  |
|  |                                                                |  |  |  |  |  |  |  |  |  |  |  |  |  |  |  |
|  |                                                                |  |  |  |  |  |  |  |  |  |  |  |  |  |  |  |
|  | 6. Edward Hyde, comte de Clarendon (1609-1674)                 |  |  |  |  |  |  |  |  |  |  |  |  |  |  |  |
|  |                                                                |  |  |  |  |  |  |  |  |  |  |  |  |  |  |  |
|  |                                                                |  |  |  |  |  |  |  |  |  |  |  |  |  |  |  |
|  | 26. Edward Langford                                            |  |  |  |  |  |  |  |  |  |  |  |  |  |  |  |
|  |                                                                |  |  |  |  |  |  |  |  |  |  |  |  |  |  |  |
|  |                                                                |  |  |  |  |  |  |  |  |  |  |  |  |  |  |  |
|  | 13. Mary Langford (1578-1661)                                  |  |  |  |  |  |  |  |  |  |  |  |  |  |  |  |
|  |                                                                |  |  |  |  |  |  |  |  |  |  |  |  |  |  |  |
|  |                                                                |  |  |  |  |  |  |  |  |  |  |  |  |  |  |  |
|  | 27. Mary St. Barbe                                             |  |  |  |  |  |  |  |  |  |  |  |  |  |  |  |
|  |                                                                |  |  |  |  |  |  |  |  |  |  |  |  |  |  |  |
|  |                                                                |  |  |  |  |  |  |  |  |  |  |  |  |  |  |  |
|  | 3. Anne Hyde (1637-1671)                                       |  |  |  |  |  |  |  |  |  |  |  |  |  |  |  |
|  |                                                                |  |  |  |  |  |  |  |  |  |  |  |  |  |  |  |
|  |                                                                |  |  |  |  |  |  |  |  |  |  |  |  |  |  |  |
|  | 28. William Aylesbury                                          |  |  |  |  |  |  |  |  |  |  |  |  |  |  |  |
|  |                                                                |  |  |  |  |  |  |  |  |  |  |  |  |  |  |  |
|  |                                                                |  |  |  |  |  |  |  |  |  |  |  |  |  |  |  |
|  | 14. Thomas Aylesbury (en), baronnet (1576-1657)                |  |  |  |  |  |  |  |  |  |  |  |  |  |  |  |
|  |                                                                |  |  |  |  |  |  |  |  |  |  |  |  |  |  |  |
|  |                                                                |  |  |  |  |  |  |  |  |  |  |  |  |  |  |  |
|  | 29. Anne Poole                                                 |  |  |  |  |  |  |  |  |  |  |  |  |  |  |  |
|  |                                                                |  |  |  |  |  |  |  |  |  |  |  |  |  |  |  |
|  |                                                                |  |  |  |  |  |  |  |  |  |  |  |  |  |  |  |
|  | 7. Frances Aylesbury (en) (1617-1667)                          |  |  |  |  |  |  |  |  |  |  |  |  |  |  |  |
|  |                                                                |  |  |  |  |  |  |  |  |  |  |  |  |  |  |  |
|  |                                                                |  |  |  |  |  |  |  |  |  |  |  |  |  |  |  |
|  | 30. Francis Denman                                             |  |  |  |  |  |  |  |  |  |  |  |  |  |  |  |
|  |                                                                |  |  |  |  |  |  |  |  |  |  |  |  |  |  |  |
|  |                                                                |  |  |  |  |  |  |  |  |  |  |  |  |  |  |  |
|  | 15. Anne Denman (en) (1587-1661)                               |  |  |  |  |  |  |  |  |  |  |  |  |  |  |  |
|  |                                                                |  |  |  |  |  |  |  |  |  |  |  |  |  |  |  |
|  |                                                                |  |  |  |  |  |  |  |  |  |  |  |  |  |  |  |
|  | 31. Anne Blount                                                |  |  |  |  |  |  |  |  |  |  |  |  |  |  |  |
|  |                                                                |  |  |  |  |  |  |  |  |  |  |  |  |  |  |  |
|  |                                                                |  |  |  |  |  |  |  |  |  |  |  |  |  |  |  |